# Етьєн Балібар
Етьєн Балібар (фр. Étienne Balibar, нар. 23 квітня 1942) — французький філософ, професор політичної філософії Університету Париж X — Нантер (а також Каліфорнійського університету в Ірвайні), викладач французької та англійської мов і сучасної літератури.

## Творчість
У 1960-х роках Балібар, який навчався у Вищій нормальній школі, проявив себе як здібний учень і співробітник філософа Луї Альтюссера. Спільно з іншими студентами Альтюссера (зокрема, Жаком Рансьєром) він брав участь у семінарі, присвяченому «Капіталу» Карла Маркса, і подальшому виданні збірки «Читати Капітал». У виданій в 1976 році книзі «Про диктатуру пролетаріату» Балібар критикував керівництво Французької комуністичної партії за відмову від концепції революційної диктатури пролетаріату, вбачаючи коріння цього відходу в 1936 році, коли Сталін проголосив кінець класової боротьби і «загальнонародну держава» в СРСР. У 1985 році виступив з дослідженням «Спіноза і політика». У 1989 році спільно з Іммануїлом Валлерстайном опублікував збірку «Раса, нація, клас. Двозначні ідентичності». У «Масах, класах та ідеях» Балібар стверджував, що в «Капіталі» історичний матеріалізм Маркса входить в протиріччя з його критичною теорією, особливо у вивченні категорії праці. Відповідно, він робить висновок, що форми революційної суб'єктності не можуть постійно залишатися незмінними (такі форми організації робітничого класу, як політична партія і профспілка, також будуть рано чи пізно вичерпані).
Донька філософа — актриса і співачка Жанна Балібар.

## Публікації
перекладені українською
- Ми, громадяни Європи? Кордони, держава, народ / Пер. з фр.: А. Рєпи — К.: Видавництво «Курс», 2006. — 354 с. ISBN 966-7197-03-1
- Про «конституцію» Европи. Криза і нові потенційності [Архівовано 10 квітня 2016 у Wayback Machine.] // Ї. — 2005, № 39.
- Повернення раси // Простори. — 2010.
- Універсальність палестинської справи [Архівовано 27 жовтня 2020 у Wayback Machine.] // Спільне. — 29.11.2013
- Марксизм і війна [Архівовано 24 серпня 2017 у Wayback Machine.] // Спільне. — 23.09.2014.
- Комунізм і свобода — що спільного? [Архівовано 18 жовтня 2017 у Wayback Machine.] // Спільне. — 21.05.2015.
- Інтернаціоналізм чи варварство: розмова з Етьєном Балібаром [Архівовано 25 грудня 2017 у Wayback Machine.]
- Макрон і жовті жилети: що означає ця конфронтація? [Архівовано 25 вересня 2020 у Wayback Machine.], Етьєн Балібар // Спільне. — 06.03.2019.
- На війні: націоналізм, імперіалізм, космополітика // Спільне. — 29.06.2022